# Symfonie nr. 6 (Arnell)
Richard Arnell voltooide zijn Symfonie nr. 6 "Het aambeeld" in de periode 1992 tot en met 1994.
Arnell had sinds zijn vijfde symfonie uit 1955 geen genummerde symfonie opgeleverd. Toch zijn er drie symfonieën gecomponeerd tussen nummer vijf en zes. Allereerst was daar de symfonie voor blaasinstrumenten, gevolgd door Shortest Symphony (1988) een symfonie van slechts één bladzijde lang en uiteindelijk zijn Symfonie X voor orkest, tape en toetsinstrument. Normaliter worden componisten behoudender in hun schrijfstijl als zij ouder worden. Dat is niet van toepassing op deze zesde symfonie, die modern aandoet, ook al is er geen sprake van technieken uit de klassieke muziek uit de 20e eeuw. De hieronder genoemde opname vermeldde opus 171; echter de internetsite van de componist vermeldde opus 179. De eerste uitvoering was een radio-uitzending van het BBC Philharmonic.
De symfonie bestaat uit vier delen:
1. Introduction (lento)
2. Structure and Tune (Allegro)
3. Keyboard event (moderato)
4. Conclusion (lento).

De bijnaam Het aambeeld is direct in het begin te horen. Na de eerste toon, gespeeld op de piano is er direct een slag op het aambeeld. Zowel aambeeld als piano zal gedurende de symfonie steeds terugkomen. Het werk bevat een aantal “citaten” uit andere werken. Zo zit in deel 1 een citaat naar Strijkkwartet nr. 16 van Ludwig van Beethoven (Muß es sein? Es muß sein.). Het tweede deel is gebaseerd op een muzikale interpretatie van Ye are many van Shelley. Deel 3 is een verwijzing naar de componist zelf; een pianist, die zijn eigen muziek speelt in zijn eigen werk. Het klinkt als een deel van een pianoconcert. Deel 4 is de recapitulatie in een thema dat vrij eenvoudig lijkt, maar de componist voor een probleem stelt; er is geen muzikale oplossing aanwezig. Het Es muss sein komt terug en ook de pianist probeert een oplossing, maar alles wordt weggevaagd door de gong. De melodie wordt daarna weer opgepakt en wordt steeds sterker met een climax op het eind. De symfonie eindigt niet op het eind van de muzikale zin, maar op de hoogste toon van de melodie (voorlaatste noot). Het lijkt daardoor of de symfonie plots voortijdig maar wel op de climax ophoudt.

## Orkestratie
De instrumentatie is licht gehouden:
- 3 dwarsfluiten, 2 hobo’s, 2 klarinetten, 2 fagotten
- 4 hoorns, 3 trompetten, 3 trombones, 1 tuba
- pauken, percussie waaronder bekkens en gong, piano;
- violen, altviolen, celli, contrabassen.

## Discografie
- Uitgave Dutton Vocalion: Martin Yates dirigeert het Royal Scottish National Orchestra; opname augustus 2008; de compact disc waarschuwt voor het scherpe en harde geluid van het aambeeld.